# Xenochrophis tytleri
Espèce
Synonymes
- Tropidonotus tytleri Blyth, 1863

Statut CITES
Xenochrophis tytleri est une espèce de serpents de la famille des Natricidae.

## Répartition
Cette espèce est endémique des îles Andaman en Inde. Sa présence est incertaine dans les îles Nicobar.

## Étymologie
Cette espèce est nommée en l'honneur de Robert Christopher Tytler.

## Publication originale
- Blyth, 1863 : Report of the curator, zoological department. Journal of the Asiatic Society of Bengal, vol. 32, no 1, p. 73-90 (texte intégral).